# Yaba Holst
Yaba Sabina Tanja Holst, född 23 oktober 1972 i Stockholm, är en svensk skådespelare, regissör, producent och skribent. Hon är dotter till regissören Jon Lindström och författaren Rita Holst.
Holst studerade vid Teaterhögskolan i Helsingfors 1993–1997. Efter studierna har hon arbetat som frilansande skådespelare och skribent i Helsingfors. Hon blev andrapristagare i Arvid Mörne-tävlingen som år 1998 gällde lyrik och var Svenska Kulturfondens arbetsstipendiat 1999. 
Mellan 2016 och 2018 var hon långfilmskonsulent vid Svenska Filminstitutet.

## Filmografi
- 1987 – Hjärtat
- 1993 – Drömmen om Rita
- 1997 – Emma åklagare (TV-serie)
- 2000 – Järngänget
- 2001 – Drakarna över Helsingfors
- 2004 – Komplett galen
- 2006 – Den som viskar (TV-serie)
- 2006 – Krönikan (TV-serie)
- 2011 – Bron (TV-serie)